# Rotavirové enteritidy ptáků

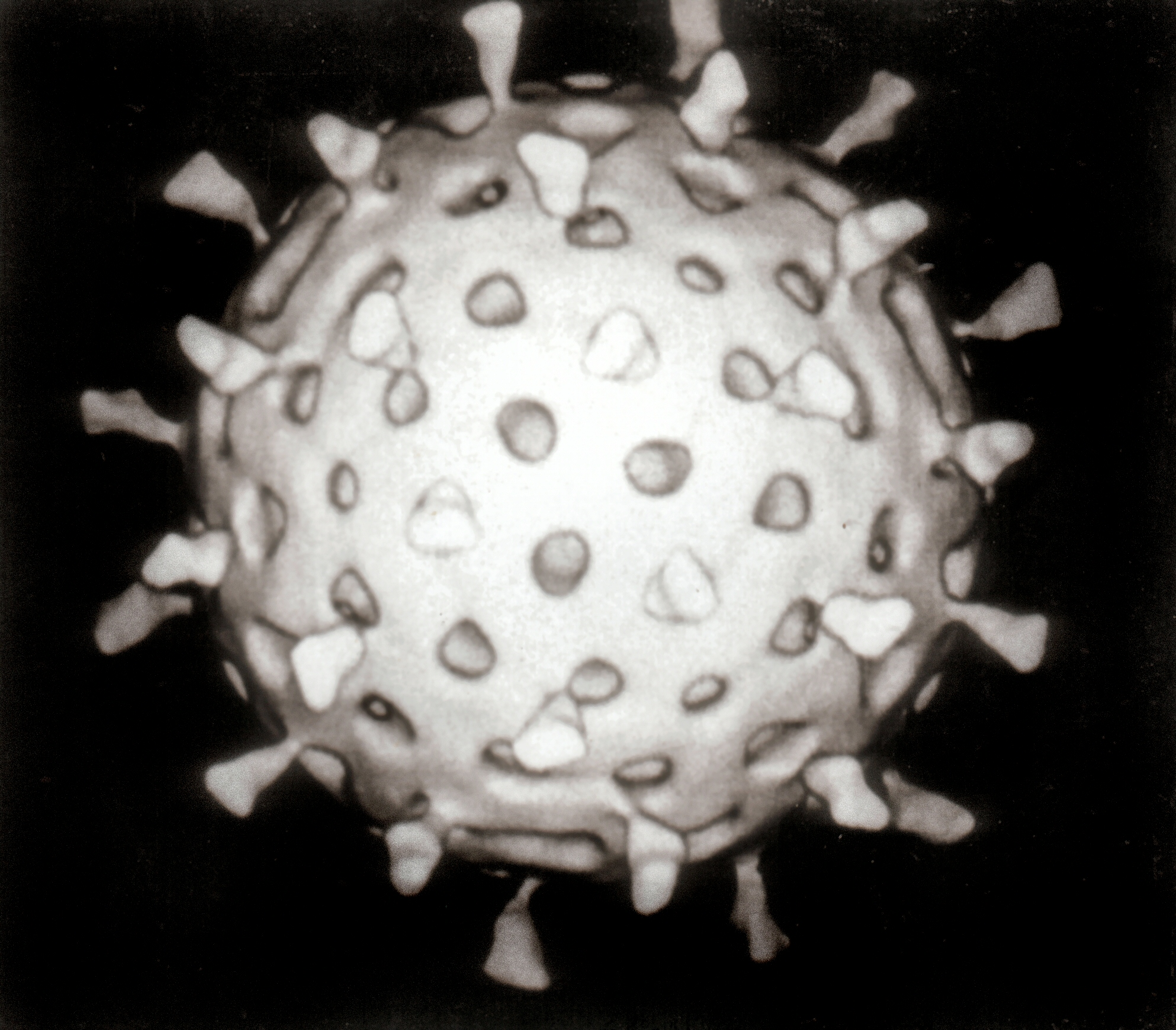
Rotavirus

Rotavirové infekce jsou častou příčinou enteritid a průjmů u širokého okruhu savců včetně člověka. Jejich rozšíření je celosvětové. U drůbeže byly rotavirové enteritidy poprvé diagnostikovány v roce 1977  a podobně jako u savců jsou spojovány s výskytem průjmu; rotaviry byly ale prokázány i u zdravých ptáků. Závažný hospodářský problém představují zejména v chovech krůt a to pro zvýšenou mortalitu a růstovou nevyrovnanost rekonvalescentních hejn. Některé rotaviry savců mají určitou schopnost překračovat druhové bariéry; u ptačích rotavirů však není známo, zda mohou infikovat člověka či naopak. Rotaviry krůt a bažantů jsou ale přenosné na kura domácího.

## Příčiny nemoci (etiologie)

### Charakterizace viru
Rotaviry tvoří samostatný rod Rotavirus v čeledi Reoviridae. Morfologicky se podobají orthoreovirům, ale liší se od nich sérologicky. Intaktní rotavirové partikule dosahují velikosti 65-75 nm a jejich kapsida je dvouvrstevná. Vnější obal kapsidy někdy chybí a vznikají tak neinfekční partikule o velikosti 55-60 nm. Hustota obou typů partikulí v CsCl je přibližně 1,36, resp. 1,38 g/ml. Genom savčích i ptačích rotavirů obsahuje dvouvláknovou RNA segmentovanou na rozdíl od orthoreovirů do 11 úseků. RNA ptačích a savčích rotavirů se liší velikostí a odlišnou elektroforetickou pohyblivostí segmentu č. 5. Rotavirové partikule s dvouvrstevnou kapsidou obsahují nejméně 8 strukturálních polypeptidů.
Rotaviry se replikují v cytoplazmě infikovaných buněk. Vznikající viriony se shromažďují v dilatovaných cisternách hrubého endoplazmatického retikula a pučením přes membránu hladkého endoplazmatického retikula získávají obal. Z buněk se uvolňují buněčnou lýzou.
Pomocí imunofluorescenční techniky a elektroforetické pohyblivosti RNA segmentů v polyakrylamidovém gelu (SDS-PAGE) byly živočišné rotaviry klasifikovány do několika skupin. Ptačí rotaviry, které mají stejný skupinově specifický antigen A jako savčí rotaviry, tvoří společně skupinu A a představují tzv. konvenční rotaviry. To prakticky znamená, že např. k detekci ptačího rotaviru této skupiny se mohou použít savčí antiséra a naopak. Výraznější homologní reakce však svědčí o užší sérologické příbuznosti navzájem mezi ptačími než mezi ptačími a savčími rotaviry. Rotaviry postrádající antigen A se označují jako „atypické“ rotavirusy. Zatím pouze u ptáků (krůty, kur, bažanti) byly identifikovány dvě antigenně odlišné skupiny těchto atypických rotavirů, z nichž jedna se označuje jako skupina D (někdy také jako rotavirus-like viry nebo para-rotaviry) a druhá zatím zůstává neklasifikována.
Obecně jsou rotaviry stabilní při pH 3, rezistentní na tuková rozpouštědla a poměrně labilní za přítomnosti 1 M chloridu magnézia. 

### Laboratorní systémy
Rotavirové infekce se obtížně prokazují běžnými technikami. Nejvhodnější je zatím biologický pokus na krůťatech nebo kuřatech. Zatím nejsou zprávy o kultivaci ptačích rotavirů v inkubovaných slepičích vejcích. V pokusech in vitro se používají buněčné kultury připravené z kuřecích ledvin nebo kuřecích embryonálních jater. Izolace krůtích konvenčních rotavirů je také možná v buněčné linii MA104 z fetálních opičích ledvin. K úspěšné kultivaci v buněčných kulturách je většinou nezbytné předchozí opracování inokula trypsinem i jeho přítomnost v kultivačním médiu. Trypsin pravděpodobně ovlivňuje infekciozitu rotavirů in vitro nebo adsorpci viru na buněčný povrch a jeho penetraci do buňky. 

## Vznik a šíření nemoci (epizootologie)

### Přirozený a experimentální hostitel
Přirozeným hostitelem rotavirů jsou krůťata, kuřata, bažanti, perličky, holubi a kachny. Byly také zjištěny u agapornisů. Rotaviry byly prokázány elektronopticky v jejich výkalech anebo střevním obsahu, přičemž množství partikulí u ptáků s průjmem bylo mnohonásobně vyšší než u klinicky zdravých.

### Přenos
K přenosu infekce dochází horizontálně kontaktem s infikovaným trusem (kontaminace krmiva, vody, podestýlky, technologie hal aj.). Výkaly si zachovávají infekčnost v prostředí až po několik měsíců. Vertikální přenos zatím nebyl prokázán, ale vzhledem k častějšímu výskytu enteritid u mladších věkových kategorií drůbeže jej nelze vyloučit. Připouští se také možnost kontaminace vaječného obsahu přes trusem znečištěnou skořápku, případně zavlečení infekce do líhní tímto způsobem. Stav virusonosičství nebo existence biologických vektorů nejsou známé.

### Patogeneze
Rotaviry se pomnožují v cytoplazmě enterocytů střevního traktu. Infikovaná drůbež tvoří za 4-5 dní po infekci humorální protilátky, které ale nezabraňují reinfekci rotaviry ani vzniku enteritidy, podobně jako u savců. Pravděpodobně důležitější bude lokální imunita ve stěně střevní. Infikované nosnice přenášejí transovariálně (před vaječník) protilátky na líhnutá mláďata, ale ani ta nejsou chráněna před infekcí.

## Projevy nemoci (symptomatologie)
Inkubační doba po experimentální infekci krůťat a kuřat je 2-5 dnů.

### Klinika
Příznaky rotavirové infekce nejsou nijak výrazné, často probíhají subklinicky. Zpravidla onemocní drůbež mladší, klinické příznaky přetrvávají asi 10-14 dní a většina zvířat se spontánně uzdraví do 6.-8. týdne věku. Postižená drůbež bývá neklidná, shlukuje se, požírá podestýlku a často si ozobává obstipovanou kloaku i znečištěné peří kolem ní. Příjem krmiva je snížen, v hejnu se vyskytuje větší počet zakrslíků a hmotnostní přírůstky jsou nižší. Hlavním příznakem je vodnatý až profúzní průjem, který zhoršuje kvalitu podestýlky i mikroklima hal. V některých případech, zejména u krůťat a bažantů, je i zvýšená mortalita (1-70 %). Morbidita bývá obvykle vysoká.

### Patologie
Dominujícím nálezem při pitevním vyšetření je zvýšené množství tekutiny a plynu ve střevním traktu. Sekundárně se mohou zjišťovat dehydratace, anémie, obstipace anebo zánět kloaky, přítomnost podestýlky v žaludku, dermatitidy a nálepy trusu na plantární ploše prstních polštářků.

## Diagnostika
Nejvhodnějším způsobem diagnostiky rotavirových infekcí je elektronoptický průkaz viru ve výkalech nebo střevním obsahu. Izolace rotavirů je obtížná a někdy i po aktivaci trypsinem neúspěšná. Identifikace izolátu se provádí také imunofluorescencí, technikou ELISA nebo neutralizačním testem, případně elektroforeticky v PAGE. Protilátky proti rotavirům jsou u drůbeže velmi rozšířené, proto sérologické vyšetření komerčních chovů je z diagnostického hlediska nedostačující. Komerčními testy pro detekci savčích rotavirů lze u ptáků detekovat pouze rotaviry skupiny A.
Diferenciální diagnostika: je nutné odlišit jiné příčiny enteritid a průjmů virového původu (reoviry, koronaviry, enteroviry, togaviry, astroviry). Z dalších možných příčin enterálních onemocnění přicházejí v úvahu protozoární (kokcidie, kryptosporidie, hexamita) i bakteriální infekce (salmonely), dále různé intoxikace a nutriční deficience. Střevní onemocnění mají zpravidla komplexní etiologii, na které se mohou podílet infekční i neinfekční agens současně.

## Terapie a prevence
Znalosti o rotavirech a rotavirových infekcích u drůbeže jsou zatím nedostatečné. Proto kontrola jejich výskytu spočívá v uplatňování obecných zásad pro ochranu chovů před nákazami, zejména v hygieně a sanitaci prostředí. Terapie ani vakcinace nejsou známé.